# 대소원면
대소원면(大召院面)은 충청북도 충주시의 동쪽에 위치한 행정구역이다. 2012년까지의 명칭은 이류면(利柳面)이었다.
동쪽은 달천동과 살미면, 괴산군 장연면, 남쪽은 괴산군 감물면과 불정면, 서쪽은 주덕읍, 북쪽은 중앙탑면과 경계를 이루고 있다. 첨단산업단지가 조성되면서 대기업이 진출하여 충주지역 산업의 새로운 메카로 동력성장을 꿈꾸고 있는 행정구역이기도 하다. 중부내륙고속도로 충주 나들목이 위치해 있어 접근성도 좋은 편이다.

## 연혁
- 1895년, 충주군 설치. 충주군 유등면(柳等面), 이안면(利安面)
- 1912년, 구한국지방행정구역명칭일람에 유등면, 이안면으로 표기
- 1914년, 행정구역 통폐합에 따라 이안면의 14개 리와 유등면의 18개 리를 병합하여 13개 리로 개편하며 충주군 이류면(利柳面)으로 개칭
- 1956년, 충주읍의 시 승격으로 중원군 이류면으로 개칭
- 1973년, 하문리가 괴산군 불정면으로 편입, 12개법정리
- 1995년, 중원군, 충주시 통합으로 충주시 이류면으로 개칭
- 2012년 1월 1일 이류면을 대소원면으로 개칭하였다.[1]

### 대소원면 개칭
이류면(利柳面)이라는 이름이 "두 번째(二流)"라는 뜻으로 잘못 불리는 탓에 주민들 사이에서 대소원면으로 명명하자는 목소리가 터져나왔다. 원래 이류면의 뜻은 이안면(利安面)과 유등면(柳等面)이라는 이름을 조합하여 나온 것인데, 이것이 계속 "두 번째"라는 뜻으로 변질되어 주민들의 인지도가 크게 떨어졌다. 그 결과, 충주시에서 6월 22일부터 6월 30일까지 주민 투표를 실시하였고, 2012년 1월 1일 대소원면으로 개칭하였다. 대소원은 조선 시대에 형성된 역원에서 유래된 이름이다.

## 행정 구역
- 대소리(大召里)
- 금곡리(金谷里)
- 장성리(長城里)
- 만정리(萬井里)
- 두정리(豆井里)
- 탄용리(炭用里)
- 매현리(萬井里)
- 문주리(文周里)
- 검단리(檢丹里)
- 완오리(完五里)
- 본리(本里)
- 영평리(永坪里)

## 교통
- 중부내륙고속도로 충주 나들목

## 교육 기관
- 초등학교
  - 대소원초등학교
- 대학교
  - 한국교통대학교 충주캠퍼스

## 첨단산업단지 내 진출 기업
- 2013년 현재, 제지 회사인 유한킴벌리가 진출에 성공하여 공장이 본격 가동 중이며, 자동차 배터리 제조 업체인 현대자동차그룹 계열 산하의 HL그린파워가 진출하여 공장이 현재 조성 중에 있으며, 음료 제조업체인 롯데칠성음료 역시 진출하면서 공장이 완공되어 가동 중이다.
  - 유한킴벌리(2011년 3월에 완공, 공장 가동 중)
  - HL그린파워(현대자동차그룹 계열, 공장 가동 중)
  - 포스코(공장 조성 중)
  - 롯데칠성음료 주류사업부 맥주부분(2014년 4월에 완공, 공장 가동 중)
  - 코이즈(공장 가동 중. 삼성전자 LED 소재 납품 계열)

## 주거시설
- 신영건설 지웰시티 아파트
- 미진 이지비아, e-편한세상, 충주시티자이 (충주기업도시, 예정)
- 중앙하이츠 프리미어 충주